# 光明之子
《光明之子》是一款結合平台與角色扮演類型的電子遊戲，由育碧蒙特婁工作室開發，育碧發行。玩者在遊戲中扮演一位被帶離家中的小女孩歐若拉（Aurora），為了找到回家的路，她必須找回被夜之女王（Queen of the Night）藏匿起來的太陽、月亮和星星。歐若拉沿途將戰勝她最黑暗的恐懼，在螢火蟲「微光」（Igniculus）和其他各具特色的夥伴幫助下走上成長的旅程。
《光明之子》在2014年陸續於世界各地上市，支援平台包括Microsoft Windows、PlayStation 3、PlayStation 4、Wii U、Xbox 360、Xbox One、PlayStation Vita和任天堂Switch。最初发售时没有繁体中文版，之后针对PlayStation 3和PlayStation 4版本更新了繁体中文语言包，并于7月发行PlayStation Vita繁体中文版。。
遊戲採用「UbiArt Framework」引擎製作，該引擎曾用在《雷曼：起源》和《雷曼：傳奇》中使用。

## 遊玩方式
遊戲以橫向捲軸方式進行，主角可在各地域與敵人接觸進行戰鬥、開啟寶箱取得道具和與非玩家角色互動，也可以進行支線任務和取得名為「自白書」（Confession）的收集品。每次戰鬥後主角及夥伴可取得經驗值，累積至一定數量後可提高角色等級以獲得更高的能力參數和取得新技能。
戰鬥採用與《Final Fantasy》系列和《冒險奇譚》系列等日式角色扮演遊戲相似的半即時制系統，每場戰鬥容許最多兩名友方成員和最多三個敵方成員：代表各成員行動速度之提示全於同一時間軸上之「等待」（Wait）區域中實時前進，到達軸上之「施法」（Cast）區域時可決定對該角色於該回合中採取攻敵、防禦、角色轉換、道具使用或逃走其中一项行動，如果決定攻敵而被選擇攻擊之敵人剛好同時位於施法區域則可「打斷」（Interrupt）其行動使之退回等待區域，反而亦然。如己方從敵人後方接觸而進入戰鬥能取得先制效果，使己方一成員能即時採取一項行動；被敵人從後方接觸而進入戰鬥則會使敵方成員能處於時間軸上較早位置而取得行動優勢。
遊戲設有寶石合成系統：被稱為「奧庫利」（Occuli）之各寶石可在寶箱或透過擊敗敵人隨機取得，分別以不同大小和顏色區分其類別和裝配在己方成員上之效果，相同大小和類別之寶石能結合成為體積更大、效果更強之型態；顏色不同但大小一致之寶石結合後將可能產生出稀有型態。
遊戲支援兩人合作遊玩，第二名玩家可負責操縱主角的螢火蟲夥伴「微光」（Igniculus），於故事進度中解謎和在戰鬥中幫助主角。
遊戲設有「正常／悠閒」（Normal/Casual）和「專家／困難」（Expert/Hard）兩個難度，較高難度中敵人攻擊力較高、取得經驗值較低、補給品回復量也較低。主線劇情完成後，遊戲可無限繼續，也可選擇進入二週目：敵人攻擊力和生命值較高，但取得經驗值也較高。

## 劇情
主角歐若拉（Aurora）是一个生于1895年奧地利的小公主，父親是一名统治一个王国的伯爵而母親早逝。歐若拉在父親與繼母成婚當夜突然患病陷入睡眠，但她之后却發現自己在祭壇上一醒來，身處于被稱為雷姆利亞（Lumeria）的神秘大陸。在螢火蟲伙伴「微光」帶領下，歐若拉救出了被囚禁的森林女士（Lady of the Forest），獲悉雷姆利亞本由一位光明女神（Queen of the Light）統治但一天光明女神突然失蹤，夜之女王（Queen of the Night）乘機攫奪了王位，後者不但派遣其女兒把太陽、月亮和星星奪去，还放出大量黑暗魔物肆虐雷姆利亞，因此如要歸家，必須取回三種永恆之光驅逐黑暗以開啟連接雷姆利亞與奧地利之一面魔境。森林女士在消失前把其管有之星星交予歐若拉並表示月亮和太陽分別位於「最高之巔和最低之淵」。
歐若拉為取回月亮和太陽展開旅程，沿途上也結識部分雷姆利亞居民並獲他們協助結伴同行，不久終遇上同父異母二姊諾拉（Norah）。諾拉表示父親因以為歐若拉已死而大受打擊臥病不起，她穿越一面魔鏡而來，魔鏡則位於浮在空中之一座神殿中。在協助解除附近一位石巨人體內之黑暗力量後，眾人被送上高空進入神殿尋得魔鏡，歐若拉亦從一水池中驚悉奧地利水壩崩塌而水淹城鎮，隨即與各雷姆利亞同伴道別並與諾拉穿越鏡子卻被帶至一座碉堡，前來迎接之同父異母大姊科迪莉亞（Cordelia）及繼母安珀拉（Umbra）隨即下令拘禁歐若拉：安珀拉乃夜之女王，多年前被歐若拉母親放逐，因欲奪取雷姆利亞統治權而殺害了她並下嫁歐若拉父親；歐若拉母親垂死之際為免女兒面臨同一命運而施下魔法，讓歐若拉遇害時能被帶至雷姆利亞。在一名仍忠於光明女神之守衛協助下，歐若拉逃離禁錮並救出一眾被囚禁的同伴，其後擊敗科迪莉亞奪回她管有之月亮。
眾人前往「最低之淵」深海宮殿尋找太陽，諾拉於宮殿深處現身並展開攻擊，眾人擊敗她後奪回她管有之太陽，此時安珀拉現身並欲以讓歐若拉能與父親重逢為條件換回三種永恆之光，但歐若拉因無法背棄雷姆利亞居民而拒絕；歐若拉父親獲悉女兒之決定後氣絕，安珀拉繼而施法重創歐若拉，垂死之歐若拉逃進海洋浮至水面，被一眾螢火蟲帶至祭壇，並在森林女士及一眾伙伴之力量下醒來：森林女士乃光明女神，也是歐若拉之母親。為使雷姆利亞重見光明，歐若拉與一眾同伴前往迎戰安珀拉，安珀拉向歐若拉道出真相：她們先祖分別是雷姆利亞四大建國始祖之其中二人，並提議二人一同統治雷姆利亞，但歐若拉因視一眾伙伴為平等而拒絕，隨即與安珀拉展開戰鬥，安珀拉被擊敗後雷姆利亞回復光明，歐若拉回到空中神殿穿越魔鏡，把一眾將被淹沒的人民帶至雷姆利亞。

## 開發
《光明之子》最初在2013年歐洲遊戲開發者大會（GDC Europe 2013）中公開發表。據開發者表示，遊戲的美術風格受到吉卜力工作室的影響，最終由天野喜孝擔任畫師，而在表現手法上則與《放浪冒险谭》、《Final Fantasy VIII》和《地狱边境》近似。

## 評價
遊戲普遍獲得正面評價。GameRankings和Metacritic為遊戲的PlayStation 3版本分別給予90分和89分、Wii U版本分別給予84.29分和83分、PlayStation 4版本分別給予83.33分和81分、Xbox One版本給予82分、Xbox 360版本分別給予80分和74分、以及個人電腦版本分別76.29分和76分。
IGN成員偉恩斯·印珍尼圖（Vince Ingenito）給予遊戲9.3/10分，讚揚遊戲的戰鬥系統和視覺藝術風格，但認為角色對話的押韻不自然，也形容多人模式富有合作性；Destructoid成員克里斯·卡特（Chris Carter）給予遊戲8.5/10分，認為戰鬥系統直接但有趣，也讚揚了劇情；GameZone成員馬特·賴布（Matt Liebl）給予遊戲的個人電腦版本9.5/10分，認為《光明之子》並非育碧軟件一貫的遊戲類型，但正是電子遊戲行業需要的遊戲，其美感使人無法不注目欣賞，美麗的圖像下是一個發人深省的故事。

## 游戏联动
在2022年3月，欧若拉被作为一个可操作角色被加入到《血污：夜之仪式》中。

## 外部連結
- 官方网站（简体中文）
- 官方网站（繁體中文）
- 官方網站（页面存档备份，存于）（英文）